# Islah Jad
Hosnia (Islah) Jad (El Cairo, 4 de diciembre de 1951) es una investigadora y profesora universitaria palestina especializada género y política. Es profesora asociada en la Universidad de Birzeit y en la Universidad de Catar. De 2008 a 2013 dirigió el Instituto de Estudios de las Mujeres. Activista feminista, ha sido cofundadora de diversos centros en Palestina en defensa de los derechos de las mujeres.     

## Biografía
Islah Jad nació en El Cairo el 4 de diciembre de 1951, vive en Ramala y es profesora asociada de estudios de género en la Universidad de Birzeit. Es investigadora y conferenciante sobre género y política en el Instituto de Estudios de la Mujer y el Departamento de Estudios Culturales de la Universidad en Ramallah.
En 1982, explica, tuvo que dar a luz a su hija menor prematuramente porque el gobierno israelí se negó a renovar su visado en Cisjordania. Enseña en la Universidad de Birzeit cerrada en numerosas ocasiones y clausurada por completo de 1988 a 1992. Desde 1998 no puede investigar en la franja de Gaza, la universidad perdió a todos los estudiantes de la franja. Desde 1992 no puede acceder a la parte árabe de Jerusalén. Experiencias cotidianas -explica- que marcan no sólo su vida sino de la de todas las mujeres palestinas.

### Formación
Se licenció en ciencias políticas en la Universidad de El Cairo en 1974, obtuvo una maestría en ciencias políticas y relaciones internacionales en 1979 en la Universidad de París X Nanterre  y un doctorado en estudios de desarrollo y ciencia política en la Escuela de Estudios Orientales y Africanos SOAS de la Universidad de Londres en 2004.   

### Trayectoria
En 1978-1979 empezó a trabajar como traductora en la sección árabe de la UNESCO, 
Desde 1985 es miembro del Departamento de Estudios Culturales y el Instituto de las mujeres de la Universidad de Birzeit. 
En 1993 fue cofundadora del Instituto de Estudios de la Mujer en Birzeit organismo que dirigió hasta 2013. 
Activista en favor de los derechos de las mujeres ha sido cofundadora de diversas organizaciones entre ellas en 1988 el Women's Affair Center en Nablus y Gaza, en 1990 fue fundadora de Les Amies du Francis en El-Bireh, en 1992 fue fundadora del Comité de Asuntos de la Mujer, en 1994 fue una de las principales fundadoras del Instituto de Estudios de la Mujer en la Universidad Bir Zeit, el proyecto Child Corner en el-Bireh, y el WATC (Comité Técnico de Asuntos de la Mujer). También llevó a cabo una consultoría de género para el Programa de las Naciones Unidas para el Desarrollo y fue coautora del Informe árabe sobre desarrollo humano de 2005 de Naciones Unidas. 
En 2010 fue candidata al Consejo Municipal de Al Bireh en las elecciones de julio de 2011. 
En 2012 fue una de las fundadoras y miembro del comité administrativo para el primer programa de doctorado en una universidad palestina en ciencias sociales.

## Premios y reconocimientos
En julio de 2009, Jad recibió el premio a la excelencia en la enseñanza de AMIDEAST .   

## Derechos de las mujeres y estudios de género
Islah Jad es autora de numerosas publicaciones de análisis sobre el papel de las mujeres en Palestina. En 1990 en el texto From salons to the popular committees : Palestinian women, 1919-1989 incorporó las cuestiones de clase y género en los análisis sobre la participación de las mujeres palestinas en la Intifada y los comités populares. los problemas de las mujeres generados no solo por la ocupación israelí sino también por su propia sociedad por el peso de la tradición y la presión de los movimientos islamistas.
- From salons to the popular committees : Palestinian women, 1919-1989 / Islah Jad (1990)

## Publicaciones
- Jad, Islah. “From Salons to the Popular Committees: Palestinian Women, 1919-1989.” In Intifada: Palestine at the Crossroads, edited by Jamal R. Nassar and Roger Heacock. New York: Praeger Publishers, 1990.